# Бой в поместье Брекур
Бой в поместье Брекур (англ. Brécourt Manor Assault) — бой парашютного десанта США во время проведения Нормандской операции, состоявшийся 6 июня 1944 года. Один из классических примеров эффективного ведения боя в условиях заметного численного превосходства противника.

## Предыстория
Утром 6 июня 1944 года союзники начали высадку в Нормандии. В результате крушения транспортника C-47, перевозившего бойцов роты E 506-го парашютно-десантного полка 101-й воздушной дивизии, командир подразделения Томас Михан III был убит, командование солдатами принял лейтенант Ричард Уинтерс. Собрав оставшихся в живых бойцов на хуторе Гран-Шемен, Уинтерс связался с командованием дивизии и получил минимальные инструкции: «Там огонь вдоль ограждения, позаботьтесь о нём». Таким образом, Уинтерсу была поставлена задача уничтожить немецкую артиллерийскую батарею: орудия вели огонь по зоне высадки «Юта» и препятствовали продвижению солдат 4-й пехотной дивизии США. Несколько других подразделений уперлись в немецкие позиции ранее утром и были отбиты.
Уинтерс провёл разведку около 08:30, после чего собрал группу из 12 человек из своей и других рот. Зная лишь примерное расположение немецких огневых точек к югу от Гран-Шемен и ничего не зная о состоянии дел по другую сторону ограждения, команда Уинтерса выдвинулась в поместье Брекур, расположенное в трёх милях к юго-западу от пляжа «Юта» и к северу от деревни Сент-Мари дю-Мон. В поместье Уинтерс обнаружил расчёты немецкой 6-й батареи 90-го артиллерийского полка (четыре 105-мм лёгких полевых гаубицы) с пехотным прикрытием из роты солдат.
Уинтерс не знал, что артиллерийские расчёты принадлежали немецкому 6-му парашютному полку, 1-й батальон которого прибыл накануне после наступления темноты из Карантана. Батальон был размещён в Сент-Мари-дю-Мон и отвечал за защиту этого района, артиллерия была частью этого подразделения. Американским десантникам противостояли не менее шестидесяти немецких солдат.
Первоначальный личный состав расчётов гаубиц по-видимому дезертировал ещё ночью, пока союзники готовили высадку. Оберлейтенант Фридрих фон дер Хейдте из немецкого 6-го парашютного полка, обнаружив, что артиллерия брошена, отправился в Карантан, приказав своему 1-му батальону занять и удерживать Сент-Мари-дю-Мон и Брекур, а также найти людей для обслуживания артиллерийской батареи.

## Ход боя
Подойдя ближе к месту расположения гаубиц, Уинтерс составил план действий: он установил пару пулемётов M1919 для заградительного огня и послал несколько солдат (лейтенанта Линна «Бака» Комптона, рядового Дональда Маларки и сержанта Уильяма Дж. Гварнере) уничтожить немецкую пулемётную позицию.
Немецкие траншеи, соединявшие позиции артиллерии и обеспечивавшие немцам быстрый способ развернуть или защитить орудия, в условиях неожиданной атаки оказались их самой большой слабостью. После уничтожения позиции первой пушки Уинтерс и остальная часть его команды использовали окопы как скрытые подходы для атаки оставшихся орудий. Каждое орудие было уничтожено путём размещения блока ТНТ в стволе, в качестве детонаторов были использованы немецкие гранаты Model 24.
В это время к Уинтерсу подошли подкрепления из Роты D во главе с лейтенантом Рональдом Спирсом, чтобы завершить нападение на четвёртое и последнее орудие. Спирс имел репутацию храброго и очень агрессивного офицера, он повёл своих людей против последней позиции поверх окопов, вызвав на себя огонь противника.
После того, как были выведены из строя все четыре орудия, команда Уинтерса попала под сильный пулемётный огонь из поместья Брекур, что заставило десантников отступить. В окопах Уинтерс также обнаружил немецкую карту, на которой было отмечено расположение всех немецких артиллерийских и пулемётных позиций на полуострове Котантен. Это была бесценная находка для разведки, и Уинтерс вернулся в Гран-Шемен, чтобы передать карту своему близкому другу лейт. Льюису Никсону, являющегося офицером разведки 2-го батальона. Никсон немедленно добрался до Пляжа Юта и передал информацию командованию союзников. Командование было настолько воодушевлено информацией, предоставленной Никсоном и Уинтерсом, что оно послало два танка для поддержки десантников. Огонь этих танков Уинтерс направил на ликвидацию немецких огневых точек в поместье Брекур.
В бою Уинтерс потерял одного бойца, Джона Д. Холлса (Рота А), убитого миномётной миной. Рядовой Роберт «Попай» Винн был ранен во время боя, позже эвакуирован в Англию, оправился от раны и вернулся на фронт. Ещё тремя жертвами стали прапорщик Эндрю Хилл, серж. Джулиус «Расти» Хоук из Роты F, которой командовал Спирс, а также ещё один солдат из Роты D, чьё имя осталось неизвестным.

## Результаты
Высадка союзников на Пляже Юта прошла относительно легко, частично из-за успешного боя в поместье Брекур. Полковник Роберт Синк, командир 506-го парашютного полка, рекомендовал Уинтерса к награждению Медалью Почёта, но в итоге тот удостоился менее почётной награды — креста «За выдающиеся заслуги». После войны была предпринята общественная кампания в пользу награждения Уинтерса Медалью почёта, но Конгресс её не поддержал.